# 宮下温泉
宮下温泉（みやしたおんせん）は、福島県大沼郡三島町（旧国陸奥国、明治以降は岩代国）にある温泉。

## 泉質
源泉は自然湧出の宮下温泉、揚水の赤谷温泉の2つがある。
- 炭酸水素塩泉、硫酸塩泉[4]
- 泉温 宮下温泉：64℃、赤谷温泉：55℃[2]
- 水素イオン指数 6.8-8.2[2]

## 温泉街
温泉街は形成されていない。只見川と支流の大谷川の分岐点に旅館2軒と日帰り入浴施設2軒が点在する。

### 栄光舘
1970年（昭和45年）創業し、宮下集落の東端に位置する。平成23年7月新潟・福島豪雨では建物などが浸水したが、ボランティアの協力によって5ヶ月後に営業を再開した。結婚式場として利用されたこともある。

### ふるさと荘
1976年（昭和51年）に三島町によって整備された。赤谷温泉の源泉を使用する。

### 桐の里倶楽部
レストランを併設した日帰り温泉施設で、1988年（昭和63年）に三島町によって整備された。

## アクセス
- JR只見線 会津宮下駅より徒歩約10分。